# Vasco Mariotti
Vasco Mariotti (Firenze, 1906 – Firenze, 1962) è stato un chimico e scrittore italiano.
Laureato in ingegneria chimica si ritagliò un posto nel panorama della giallistica italiana tra l'inizio degli anni trenta ed i tardi anni quaranta pubblicando per le case editrici Mondadori e Nerbini. Utilizzò anche vari pseudonimi: M. W. Arriott, G. De La Tour Sombrée, Gaddamek El Hkeir Sahab.

## Biografia
Mariotti nasce e vive a Firenze, dove alterna gli studi alla passione per le arti. Artista eclettico, si avvicina all'arte figurativa ed alla scrittura venendo ricordato come pittore ed autore di testi musicali, tuttavia è maggiormente noto per la sua attività di romanziere dove i suoi romanzi contengono elementi noir e sovrannaturali equamente divisi. Tra le opere più interessanti si annovera L'uomo dai piedi di fauno, un antesignano del genere noir in cui la trama è impostata sulle gesta di un serial killer.

## Opere
```
(Vedi note a piè pagina
[
2
]
[
3
]
)
```

- L'uomo dai piedi di fauno, Gialli Economici Mondadori, 21, ed. 1934.
- L'uomo dai piedi di fauno, Gialli Italiani Mondadori, 6, ed. 1977.
- L'uomo dai piedi di fauno, collana Generi n°1, Cliquot, 2014, ISBN 978-88-940738-0-5
- La valle del pianto grigio, Gialli Economici Mondadori, 47, ed. 1935.
- La valle del pianto grigio, Gialli Italiani Mondadori, 116, ed. 1978.
- La catena spezzata, I Romanzi del Disco Giallo, Nerbini, 6, 1941.
- La catena spezzata, I Romanzi del Doppio Disco Giallo, Nerbini, 13, 1947.
- La mercantessa di emozioni, I Romanzi del Disco Giallo, Nerbini, 15 1942.
- Il fabbricante di meraviglie, I Romanzi del Disco Giallo, Nerbini, 18, 1942.
- Il fabbricante di meraviglie, Gialli di Grande Successo, Nerbini, 30, 1949.
- Tre stille di sangue, I Romanzi del Disco Azzurro, Nerbini, 3, 1942.
- Valle felice, I Romanzi del Disco Azzurro, Nerbini, 8, 1942.
- L'isola delle ombre, I Romanzi del Disco Azzurro, Nerbini, 26, 1943.
- Il trionfo del Gran Re, Dame Spade e Cavalieri, Nerbini, 4, 1943.
- La chimera di Torre tetra, Dame Spade e Cavalieri, Nerbini, 11, 1943.
- Giugi-Khan dell'orda d'oro, Dame Spade e Cavalieri, Nerbini, 17, 1944.
- Il mistero dei tre Cosimo, Gialli di Grande Successo, Nerbini, 34, 1949.
- Ombre dell'aldilà, Raccolta dell'occultismo, Nerbini, 1, 1949
- Arriott, M. W. Il castello dei fantocci viventi, Raccolta dell'occultismo, Nerbini, 2, 1949.
- el-Hkeir Sāhab, GaddamekIl fantasma della notte Kadir, Raccolta dell'occultismo, Nerbini, 3, 1949.
- La Tour Sombrée, G. Una morta è tornata, Raccolta dell'occultismo, Nerbini, 4, 1949.

## Testimonianza del figlio
Vasco Mariotti (1906/1962)
Or sono due anni ricorreva il cinquantenario della morte di Vasco Mariotti.
Molti (ma non le persone di una certa età) si chiederanno chi era costui. Ebbene, ai suoi tempi (dagli anni '30 ai '50) è stato uno dei pochi autori italiani di un genere allora molto in voga, i romanzi gialli; scrittore eclettico, si è cimentato anche nei romanzi di “cappa e spada”, avventure, occultismo, e fantascienza , pubblicati anche a puntate dal giornale La Nazione di Firenze e La Scena Illustrata. Alcuni dei titoli all'epoca più famosi, pubblicati da Mondadori e da Nerbini di Firenze: “la valle del pianto grigio”, “l'uomo dai piedi di fauno” (ambientati a Catania e Torino), “la Mercantessa d'emozioni”, “la Catena spezzata”, “l'isola delle ombre”, “Valle felice” (un Western), “Il mistero dei 3 Cosimo”, e una serie dedicata all'occultismo, pubblicata anche sotto pseudonimi: “Il castello dei fantocci viventi”, “una morta è tornata”, “ombre dell'aldilà”, “il fantasma della notte Kadir”… tutti romanzi di cui esiste ancora su Internet un notevole mercatino dell'usato. 
Nei suoi romanzi, dai dettagli delle ambientazioni, si intuisce lo spirito del viaggiatore meticoloso: subito prima della seconda guerra mondiale (1937-1939) aveva svolto l'attività di informatore (per non dire spia) per la Divisione dei Carabinieri “Ogaden” in quelle che erano le colonie italiane: Libia, Africa Orientale, Albania, oltre che viaggiare per tutta l'Italia, dove usava la copertura di funzionario della Casa Editrice Bemporad e della Società Manetti e Roberts di Firenze. Lui, che, ultimo di quattro fratelli, alla morte prematura del padre a diciassette anni si era arruolato nell'esercito, allo scoppio della seconda guerra mondiale per ironia della sorte (e per sua fortuna) fu riformato in quanto ammalatosi di diabete, e così si rassegnò a stare a tavolino, dove compose molti dei suoi romanzi. Dopo la fine della guerra ricominciò a viaggiare in lungo e largo per l'Italia, come ispettore di una nota Casa Editrice, ma trovava ancora il tempo per scrivere: novelle, poesie, e perfino una commedia musicale ambientata a Firenze ai primi del novecento. Morì nel '62, per i postumi di un incidente stradale subìto l'anno prima in Piemonte, vicino ad Alba-
Andando a rivangare nel suo archivio (sono suo figlio) ho trovato anche vari manoscritti inediti di romanzi racconti, tante poesie, dipinti ad olio di piccole dimensioni, nonché una serie di dischi in vinile (incisi nel 1947 presso il Conservatorio Cherubini di Firenze) di canzoni inedite da lui scritte (parole e musica) che, pur presentando degli arrangiamenti ormai datati, mi sembrano di gran lunga più apprezzabili di tante scritte dei giorni nostri…
Di lui ho un grosso ricordo di Uomo dall'ingegno e dalla fantasia multiforme, piuttosto modesto, che scriveva e componeva più per il piacere di “creare” che per i proventi materiali: così si spiega il perché delle opere inedite lasciate in un cassetto, che potrebbe essere interessante riaprire per farlo ricordare…